# أحمد بيك جواد
أحمد بك جواد باي أوغلو جنشير (2 آذار 1828 – 9 كانون الثاني 1903) كان مؤرخًا وجنديًا أذربيجانيًا. كان حفيد شقيق إبراهيم خليل خان ، آخر خان حاكم في قره باغ ، ووالد الناشطة الخيرية والناشطة النسوية حميدة جواد بيك [الإنجليزية] .

## حياته
لا يُعرف سوى القليل عن حياة أحمد بك جواد الشخصية. من المرجح أن سيرته الذاتية المرفقة بمخطوطة عمله "حول الشؤون السياسية لخانية قره باغ في الفترة من 1747 إلى 1805" اختفت بين عامي 1905 و1907. وقد أثبت المؤرخون أنه ولد في ضيعة عائلته كاهريزلي الواقعة بالقرب من مدينة أججابادي في أذربيجان الحالية. والداه، جعفر غولو بك وزهرة خانوم، ينحدرون من بناه علي خان، أول خان لقره باغ . حتى سن الخامسة عشرة، درس أحمد بك في مدرسة دينية ( مولاخانة)، وكانت مدرسة ذات طابع إسلامي فارسي. لقد تطلب اندماج الطبقة العليا الأذربيجانية في النظام السياسي الإمبراطوري الروسي من بين أمور أخرى معرفة اللغة الروسية، ولهذا السبب أُرسِل أحمد بك للدراسة في فيلق بافلوف [الإنجليزية] في سانت بطرسبرغ .  ابتداءً من عام 1848 خدم في فوج الفرسان حيث تمت ترقيته إلى رتبة نقيب طعنات. في عامي 1853-1854 شارك في حرب القرم . في عام 1854 أصيب أثناء مبارزة مع علي بك سلطانوف، وهو زميل له في الضباط، ولم يتمكن من مواصلة خدمته العسكرية. بعد عودته إلى قريته الأصلية، أجرى أحمد بك جواد إصلاحات اقتصادية. في ستينيات القرن التاسع عشر، بنى طريقًا بطول 8 فرستات (حوالي 8.5 ميلًا) كم) قناة ري عبر السهل الملي [الإنجليزية] .  في ثمانينيات القرن التاسع عشر عُيِّن عضوًا في لجنة باي في شوشا والتي كانت تهدف إلى التحقق من ادعاءات بعض السكان المحليين بأنهم من أصول نبيلة (إذا ثبت ذلك، فسيُعفوا من بعض الضرائب وفقًا للقانون الروسي). وقد تسببت تنديداته في إثارة الاستياء بين أعضاء اللجنة مما أدى إلى سجن جواد مؤقتًا. أمضى جواد سنواته الأخيرة في كهريزلي، منخرطًا في ترجمة قصائد بوشكين وليرمونتوف وجوكوفسكي إلى اللغة الأذربيجانية، بالإضافة إلى كتابة عمله التاريخي باللغة الروسية، بعنوان " حول الشؤون السياسية لخانية قره باغ في الفترة 1747-1805" (1883). وقد نُشر الكتاب بعد عامين من وفاته في دار نشر جيرات في تبليسي . ومن أعماله الأخرى: أسار أحمد بك جوانشير (مجموعة من قصائد الأطفال) ومجموعات تفسيرية باللغة الأذربيجانية.
وقد استشهدت أعماله في تاريخ كامبردج لإيران [الإنجليزية] . 